# Мемориальный комплекс «Павшим воинам» (Ростов-на-Дону)
Мемориальный комплекс «Павшим воинам» — памятник с вечным огнём в Ростове-на-Дону в сквере имени Фрунзе на площади Карла Маркса. Посвящён воинам и мирным людям, погибшим в Великой Отечественной войне. Памятник был открыт в 1969 году. Авторы мемориала — скульпторы Э. Г. Мирзоев и А. В. Симоненко. С 1975 года у вечного огня действует Пост № 1. Мемориальный комплекс «Павшим воинам» имеет статус объекта культурного наследия местного значения.

## История
В 1943 году после освобождения города в сквере имени Фрунзе появилась братская могила, где были захоронены более 300 советских воинов и мирных жителей, погибших в период оккупации и в боях за Ростов. В апреле 1957 года у братской могилы был установлен памятник. 9 мая 1959 года на братской могиле зажгли вечный огонь. Почётного права зажечь вечный огонь были удостоены Герои Советского Союза П. А. Самохин и Н. Н. Павленко. В нынешнем виде мемориал был сооружён в 1969 году, он несколько раз подвергался реконструкции. С 9 мая 1975 года у вечного огня действует Пост № 1. Ростовские школьники старших классов в любую погоду несут караул у мемориала.

## Описание

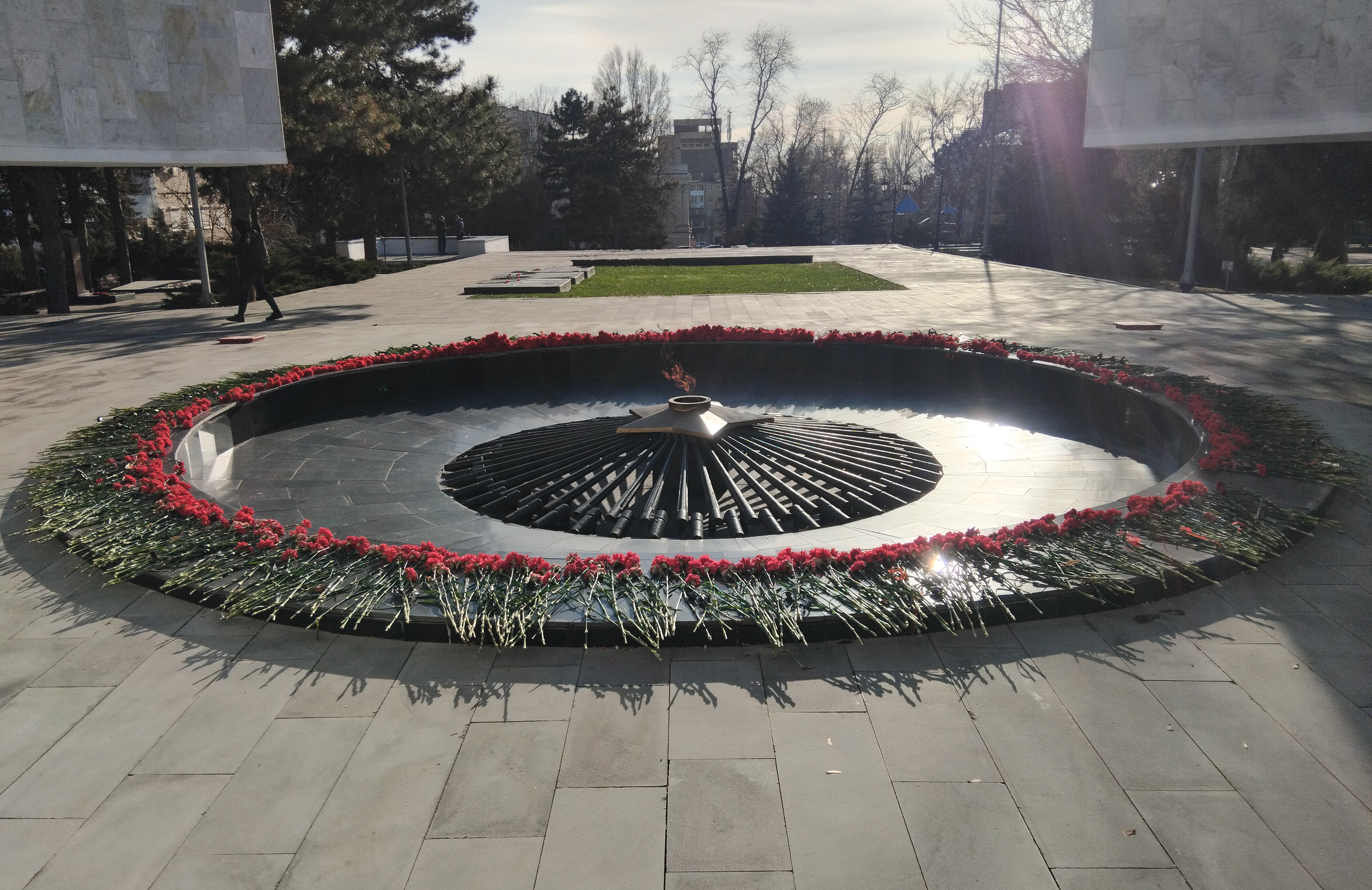
Вечный огонь

Мемориал представляет собой массивное бетонное полукольцо, установленное горизонтально на двух опорах. На внутренней стороне кольца — металлический барельеф с изображением скорбящей Родины-матери. В правой руке она держит лавровую ветвь. В центре кольца горит вечный огонь. Он обрамлён пятиконечной звездой, которая покоится на 45 сомкнутых штыках. По замыслу авторов мемориала, полукольцо символизирует насильственно прерванную жизнь. Авторы монумента — ростовские скульпторы Э. Г. Мирзоев, С. П. Васильев и архитектор Л. В. Симоненко.